# St. Rochus (Hainhausen)

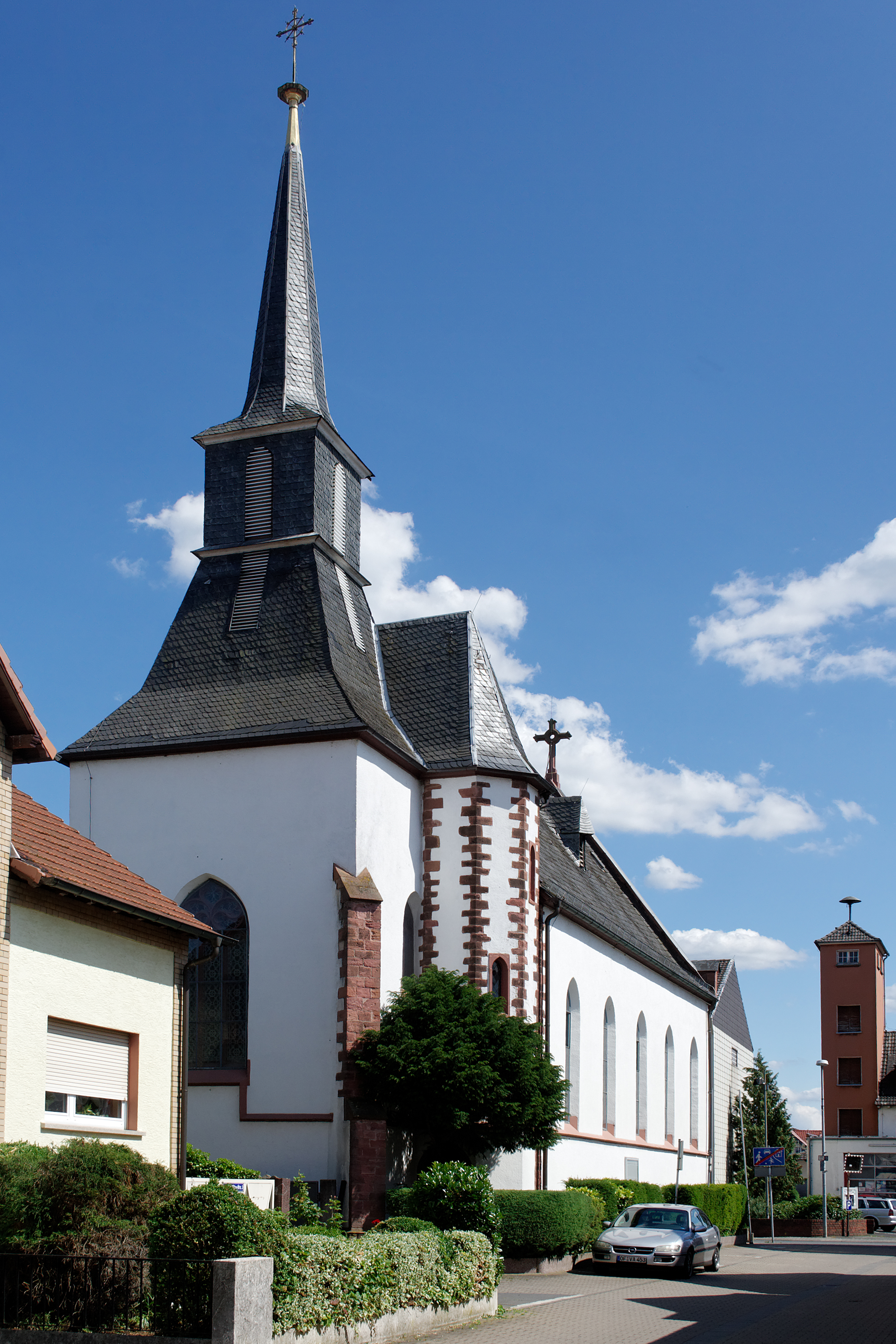
Die katholische Pfarrkirche St. Rochus Hainhausen, erbaut 1890–1893

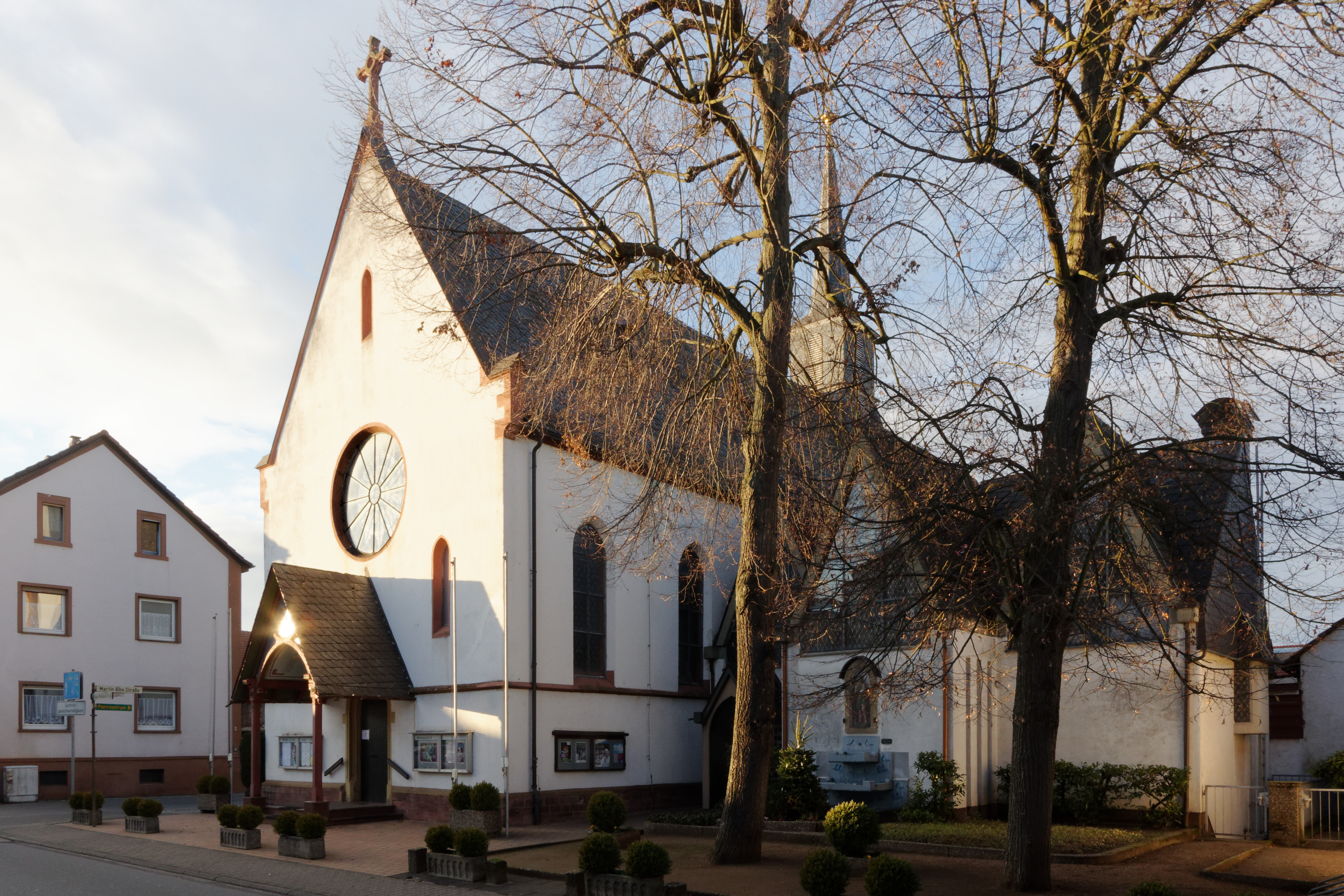
Die Kirche St. Rochus von Süden gesehen, rechts der Anbau aus dem Jahr 1978

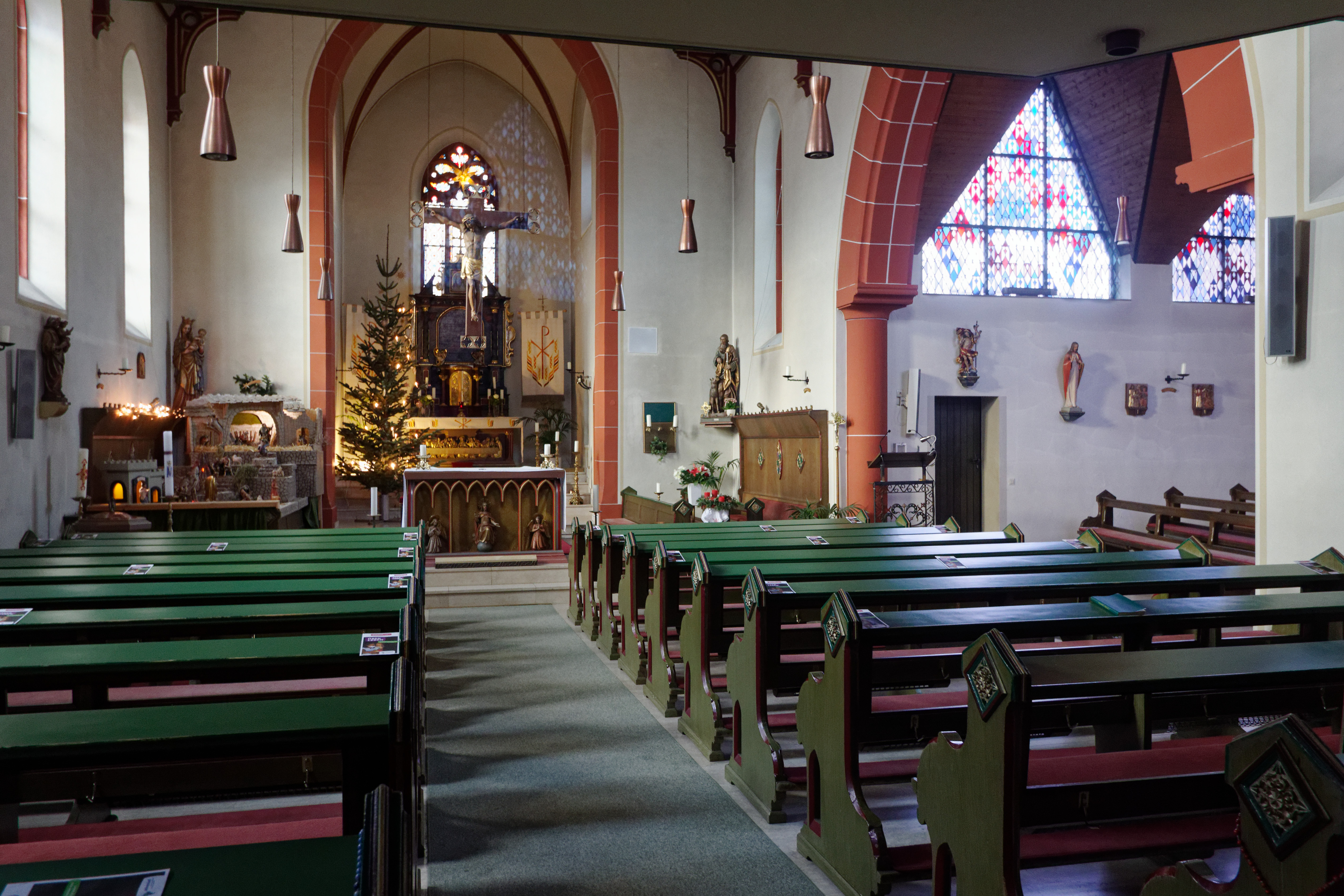
Innenansicht mit Blick auf den Altar

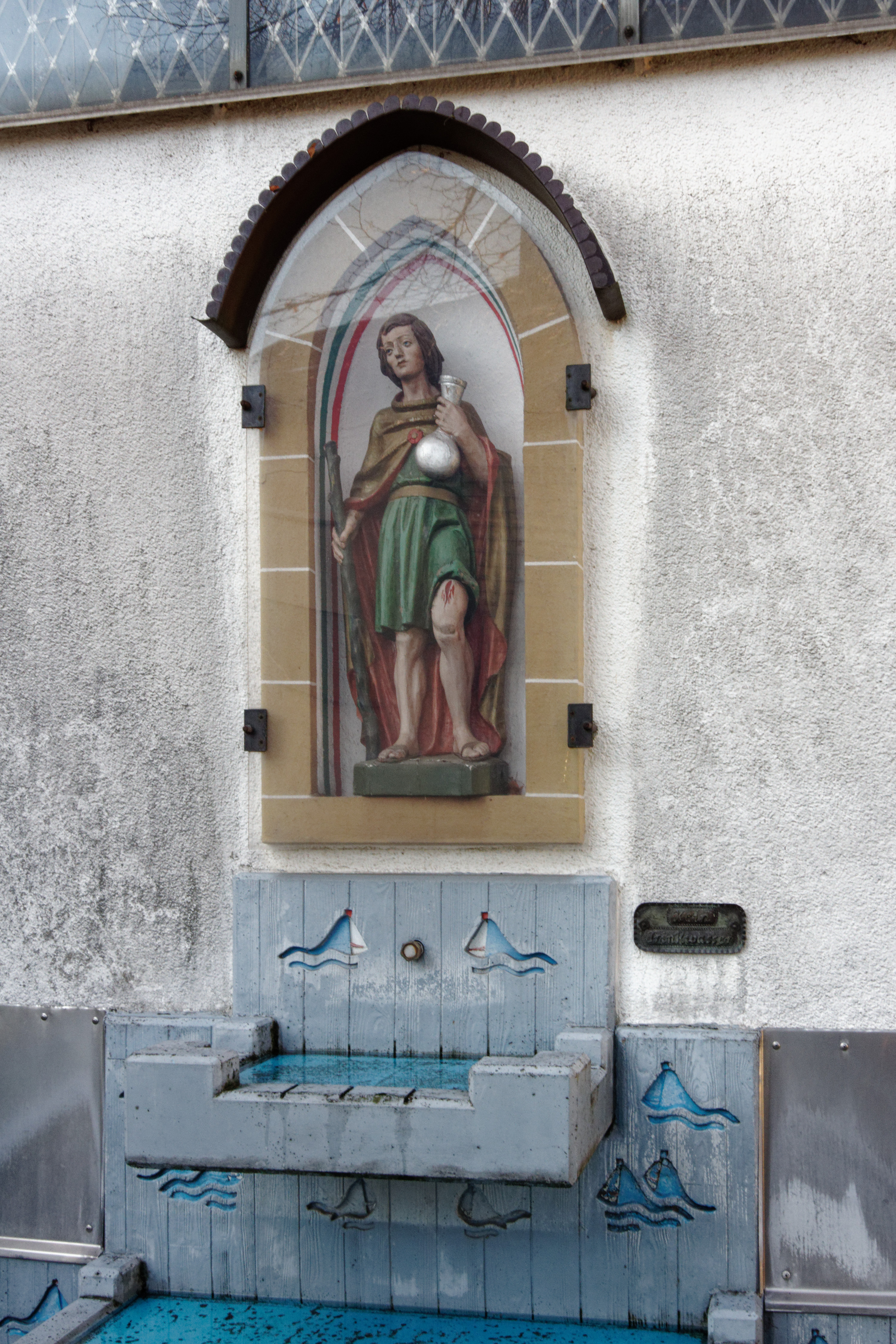
Rochus-Statue mit Brunnen am Anbau

Die katholische Pfarrkirche St. Rochus ist ein unter Denkmalschutz stehendes Kirchengebäude im Rodgauer Stadtteil Hainhausen, das zum Pastoralraum Rodgau-Rödermark der Region Mainlinie im Bistum Mainz gehört. Sie steht unter dem Patrozinium des heiligen Rochus und gilt als ein Wahrzeichen Hainhausens.

## Geschichte

### Pestausbruch und Beginn der Rochusverehrung
Durch den Dreißigjährigen Krieg ab 1618 und den Ausbruch der Pest im Jahr 1622 wurde die Region Rodgau fast vollständig entvölkert. Eine Volkszählung im Jahr 1638 ergab, dass in Hainhausen lediglich 7 Menschen überlebt hatten, in den Nachbargemeinden verhielt es sich ähnlich. Auch nach Kriegsende 1648 hielt das Elend an und die Pest kehrte zurück. In ihrer Not wandte sich die Bevölkerung Hainhausens sowie der gesamten Region dem „Pestheiligen“ Rochus zu. Sie begann, alljährlich am 16. August den Festtag des Heiligen zu feiern.

### Erste Kapelle und Wallfahrtsgelübde
Die wenigen Überlebenden und die Zugezogenen (überwiegend aus der Wallonie) errichteten die erste Kapelle in Hainhausen. Der Altar trägt die Jahreszahl 1687. Die Kapelle wurde 1692 durch Weihbischof Matthias Starck dem heiligen Rochus geweiht. Zu dieser Zeit unterstand Hainhausen als Filialkirche der Pfarrei Weiskirchen.
Zehn Jahre später gewann die Kapelle überörtlich an Bedeutung. Zur Abwendung der Pest legte die Gemeinde Weiskirchen am 3. November 1702 ein Gelübde ab, alljährlich am 16. August in einer feierlichen Prozession zur Rochuskapelle in Hainhausen zu pilgern, um den Festtag des Heiligen mit einer heiligen Messe zu begehen. Diese Tradition wird bis heute aufrechterhalten.
Die Kapelle erhielt 1711 eine zweite Glocke und 1880 eine Reliquie des heiligen Rochus.

### Bau der Kirche St. Rochus
Die heutige Kirche wurde 1890–1893 unter Pfarrer Franz Spreng in der Nähe der Rochuskapelle errichtet. Der alte Fachwerkbau war nach etwa 200 Jahren baufällig und für die wachsende Gemeinde zu klein geworden. Der Rochusaltar wurde aus der Kapelle in die neue Kirche überführt. Bischof Paul Leopold Haffner weihte die Kirche am 14. Oktober 1893. Zum 1. Januar 1926 wurde die katholische Filialgemeinde Hainhausen zur selbstständigen Pfarrkuratie erhoben.
Die alte Rochuskapelle wurde erst 1959 abgerissen. Sie hatte zuletzt als Spritzenhaus der Feuerwehr gedient.
In den Jahren 1977–1978 wurde die Kirche unter Pfarrer Fridolin Sely erweitert, um der steigenden Bevölkerungszahl gerecht zu werden. In der Frage „Neubau oder Erweiterung“ hatten sich die Gremien der Pfarrgemeinde mit großer Mehrheit für eine Erweiterung ausgesprochen. Der Anbau wurde im rechten Winkel angesetzt. Während der siebenmonatigen Bauzeit fanden die Gottesdienste im Pfarrsaal statt. Ordinariatsrat Josef Seuffert weihte den Erweiterungsbau am 23. April 1978 ein.

## Baubeschreibung
Die Kirche im Stil der Neugotik hat einen rechtwinkligen Grundriss. An beiden Seiten des Langhauses weist sie jeweils fünf Spitzbogenfenster auf. Über dem Hauptportal und über dem Hochaltar sind Rosetten. Das Tonnengewölbe besteht aus Holz – eine Dachkonstruktion, die es in der Diözese nur noch in zwei anderen Kirchen gibt.

## Ausstattung
Die Kirche St. Rochus beherbergt eine Pietà aus dem 14. Jahrhundert und besitzt damit das älteste religiöse Bildwerk in Rodgau.
Die Orgel stammt aus der Zeit des Kirchenanbaus 1977/78. Sie hat 18 Register, die sich auf zwei Manuale und Pedal verteilen. Das Orgelbauunternehmen Eduard Wagenbach (Limburg) verwendete auch Pfeifen eines früheren Instruments, das seit 1941 in der Rochuskirche seinen Dienst geleistet hatte. Ursprünglich handelte es sich um eine Hausorgel mit sieben Registern aus dem Jahr 1934, die Pfarrer Aloys Grafenberger 1941 gebraucht für die Kirche erworben hatte. Bis Ostern 1941 hatte ein Harmonium den Gesang der Gemeinde begleitet.